# Metatassi
La metatassi (dal greco μετά «mutamento» - τάξις «ordine»; lett. «trasformazione della disposizione») è una figura retorica che consiste nel modificare la sintassi del discorso.
Le metatassi si possono dividere in
- metatassi di ripetizione di parole (anafora, epifora, anadiplosi, epanadiplosi, epizeusi);
- metatassi di ripetizione di strutture sintattiche (enumerazione, isocolon);
- metatassi di permutazione (catafora, chiasmo, iperbato).

La frase nominale, ottenibile per mezzo dell'ellissi, è un tipo di metatassi molto comune nel linguaggio giornalistico, specialmente nei titoli.

## Curiosità
Il linguista francese Lucien Tesnière definì 'metatassi' pure il cambiamento di struttura sintattica che avviene nel corso della traduzione da una lingua a un'altra (ad esempio, nel passaggio dalla forma attiva a quella passiva, oppure con l'inversione degli attanti o dei circostanti).